# Aalen
Aalen je industrijsko mesto v Nemčiji, v zvezni državi Baden-Württemberg. Ima 67.000 prebivalcev. Je prometno križišče ob reki Kocher, na severovzhodnem vznožju Švabske Jure, severno od Ulma. V Aalenu je prisotna železarska, strojna, optična in živilska industrija. V zadnjem času beleži razvoj turizma zaradi termalnih vrelcev. V mestu sta dve glavni znamenitosti: mestna hiša iz 17. stoletja in muzej.